# Машината на времето
Машината на времето (на английски: The Time Machine) е първият научнофантастичен роман на Хърбърт Уелс, издаден през 1895 г.
Историята представя идеята за пътуване във времето с помощта на превозно средство, позволяващо на водача си да пътува целенасочено и избирателно. Едновременно с това авторът разсъждава за социалните взаимоотношения в едно общество отдалечено напред във времето. Художественият герой се сблъсква с обществените порядки на една деградирала човешка цивилизация, условно разделена на две неразделни части – примитивни работници (морлоки) и изнежени консуматори (елои).
По-късно по книгата са направени два филма.

## Сюжет
Внимание:  Текстът по-долу разкрива сюжета на произведението (или части от него)!
Пътникът във времето представя пред няколко джентълмени, сред които и разказвача на историята, идеята, че човек може да пътува във времето с помощта на специално устройство – Машина на времето. Понеже посетителите на учения изпитват недоверие към новопредставената теория, след осем дни (четвъртък), те отново гостуват на Пътника, вечерта. Той закъснява за срещата и идва с окаян вид, който разтревожва гостите. Новопристигналият обещава да разкрие всичките си преживелица през изминалите осем дни.
Ученият от миналия четвъртък до настоящия, сутринта, довършва своята Машина на времето. Когато изобретението е готова, Пътникът във времето се качва в устройството и се пренася напред във времето. Увлечен в пътуването, той се озовава в 802 701 г., в долина близо до р. Темза. Посрещнат е от елои, които отвеждат госта в огромна сграда, където устройват пищна трапеза от плодове.
Погълнат от обкръжаващия го свят, човекът от миналото забравя за Машина на времето и когато се връща при нея вечерта, тя е изчезнала безследно. Пътникът във времето е принуден да остане и да са слее в средата на елоите. Сприятелява се с една жена от расата, която спасява от удавяне, наречена Уийна. Тя подарява на своя приятел необикновени цветя.
Междувременно пътникът не се отказва от задачата да намери своето изгубено изобретение. Открива, че то е откраднато от подземните същества морлоките. Въпреки отвращението и страха, който чувства към тях, той се спуска по един кладенец и попада в огромна подземна зала, в която тегне непрогледен мрак и се носи миризмата на човешка кръв. Група морлоки го обграждат и се опитват да го ръзкъсат. Мъжът едва се измъква от ръцете им с помощта на клечки кибрит.
На горния свят Пътникът във времето забелязва, че нощта става все по-тъмна, което ще улесни морлоките да нападнат елоите. Той и Уийна се укриват в един дворец от зелен мрамор и порцелан, който преди е представлявал музей. Пътникът открива в останките няколко приспособления, с чиято помощ може да се защити от подземните същества, както и да отвори бронзовите врати под статуята на сфинкса, където предполага че е скрита Машината на времето.
На сутринта двамата излизат от разрушения музей и тръгват към белия сфинкс. Пренощуват в една гора, където запалват огън, за да държат далеч морлоките. Огънят се разпространява и в пламъците му загиват няколко подземни същества, които се опитват да разкъсат Пътника във времето и неговата спътничка. Уийна загива в схватката.
Оцелелият мъж успява да се добере до статуята. Бронзовите врати под него са отворени и зад тях стои Машината на времето. Пътникът се насочва към устройството и попада в капана на няколко морлоки. Успява да задейства лоста и машината потегля напред във времето, откъсвайки го от ръцете на хищните същества.
Пътникът спира в няколко отрязъка от времето, като наблюдава постепенното загиване на планетата Земя. Уморен от отчайващата гледка, той се връща в своето време.
Джентълмените не могат да повярват в невероятната история. Ученият обаче не се опитва и да ги убеди, въпреки че е запазил чудноватите цветя, подарени му от Уийна. В следващите дни ученият изчезва безследно, видян последно от разказвача на историята.

## Персонажи
| Име                                                                                              | Оригинално име                                                                                            | Персонаж                                                   | Описание |
| ------------------------------------------------------------------------------------------------ | --- | ---------------------------------------------------------- | --- |
| Пътникът във времето                                                                             | The Time Traveller                                                                                        | Протагонист                                                | Високоинтелигентен учен и джентълмен, живеещ в Ричмънд, Лондон. Искрен е с хората. Притежава едра глава и бледо лице, което при възбуда почервенява.                                                                                        |
| Морлоки                                                                                          | Morlock                                                                                                   | Антагонисти                                                | Еволюирала човешка раса – маймуноподобни човекоядци, живеещи под земята. Кожата им е бледа, очите светещи, приспособили се към мрака. Страхуват се от огъня и светлината.                                                                   |
| Елои                                                                                             | Eloi | Групов персонаж (от страната на протагониста)              | Еволюирала човешка раса – ангелоподобни същества, които са слабообразовани, наивни и лесно губят интерес. Ниски на ръст, обличат се шарено и ядат само плодове и зеленчуци. Страхуват се от нощта и кладенците, от които излизат Морлоките. |
| Уийна                                                                                            | Weena | Поддържащ персонаж (от страната на протагониста)           | Елоит от женски пол. След като ѝ спасява живота, става приятелка (предполагаемо любовница) на Пътникът във времето. Крайно привързана към главния персонаж. Поведението ѝ е инфантилно, подобно на расата ѝ.                                |
| Разказвач, Филби, Психолог, Млад мъж, Медик, Редактор (Бланк), Журналист (Даш), Тих човек (Чоуз) | Story Teller, Filby, Psychologist, Young man, Medic, Editor (Blank), Jurnalist (Dash), Quite Man (Chouse) | Групов персонаж – епизодичен (от страната на протагониста) | Първите трима редовни посетители на Пътникът във времето, а останалите просто гости. Пред първите пет Пътникът за първи път развива представя теорията си за пътуване във времето. Недоверчиви към учения и скептични към теорията.         |

## Елементи от книгата

### Пътуване във времето
Пътникът във времето отначало дава пример с всяко действително тяло, което има четири измерения – дължина, ширина, височина и... време. Първите три измерения наричаме три равнини на Пространството, а четвъртото – времето – то е абстрактно и съществува само в нашето съзнание; не му се обръща достатъчно внимание. Пътникът обаче твърди, че между времето и всяко от трите измерения на Пространството няма особена разлика. Оттук той си задава въпроса: защо не може да се движим във времето както се движим в другите пространства (по това време е известен аеростатът)? Пътникът във времето казва, че е грешка твърдението, че не може да се излезе от настоящия момент. Нашето мислено съществуване е нематериално, то няма измерения, движим се напред във времето с равномерна скорост – от люлка до гроб – и назад чрез спомените. Нямаме възможност да се задържим в даден момент така като човека в миналото не е бил способен да се задържи футове над земята. За тази цел Пътникът изобретява машината на времето.
Машината на времето се движи във всяка посока на Пространството и Времето в зависимост от решенията на нейния водач. Пътникът във времето отначало представя малък модел на същинската машина, който представлява механизъм, не по-малък от будилник, чиято изящна изработка е отнела две години от живота на пътника. Моделът има причудлив вид – проблясваща метална конструкция, по която личи слонова кост и няколко прозрачни кристала. Открояват се особено малки частица – лостовете, чрез които механизма се придвижва в бъдещето или миналото. Има и седалка предназначена за водача.
По-нататък в историята Пътникът във времето усъвършенства своята същинска Машина на времето. Тя е изградена от слонова кост, метал и кристал. Перилата ѝ са от месинг, пръчките от никел и слонова кост, а оста от кристал. Два лоста за тръгване и спиране задвижват механизма на устройството. Скоростта се отчита от миниатюрни стрелки по уред. При първото изпробване на Машината на времето Ученият определя пътуването във времето като пропадане в някаква бездна с кошмарно чувство за неизбежен сблъсък. Пространството около машината постепенно се променя в съгласие със скоростта; в началото то се замъглява, преминава в прозрачно и накрая е съвсем неясно. Докато Машината на времето се движи с висока скорост няма риск да попадне в някаква материя, но при спирането има опасност атомите на Пътника да влязат в такъв тесен контакт със срещната преграда, че да настъпило химична реакция, дори неочакван взрив.

### Бъдещето според романа
Действието в книгата се развива през 802 701 г., когато човечеството, след дълги борби с Природата, накрая е навлязло в така жадуваната епоха на покой и бездействие. В света вече няма болести, войни и бедствия. На мястото на Лондон се простира прекрасна градина и макар неподдържана, тя дава изобилие от непознати и прекрасни цветя. Наоколо виреят нови сортове плодове, по-големи и вкусни от обикновеното. Сред разнообразната зеленина се простират огромни сгради с масивни колони, построени от мрамор, бронз и алуминий, украсени с изкусни дърворезби. Други, по нови здания, са дворцови постройки от зелен мрамор с ориенталски декорации. Вътрешната част на по-старите жилищата се състоят от просторни трапезарии и спални помещения. В същото време зданията са занемарени, покрити с прах, изпочупени прозорци и разпокъсани завеси.
Сред райската градина се откроява причудлива бяла статуя на сфинкс, носеща белезите от многото години, вдигнала широко крилете. Монумента е изработен от мрамор, седящ върху бронзов пиедестал. Из поляната се срещат и няколко кръгли безводни кладенци, направени също от бронз и покрити с малък купол. По стените във вътрешната им част са разположени множество метални стъпала и дръжки, които се губят в големите дълбини на шахтата.

### Елои
Човечеството се е разделило на две раси: „елои“ и „морлоки“. Елоите са бъдещата аристократична прослойка, облагодетелствана в миналото, и сега потънала в тотално бездействие; не отглеждат култури, нямат противоречия помежду си и не извършват никаква производителна дейност. Живеят в някаква форма на комунален строй. Умът и мисълта им е закърнял и са достигнали до едно инфантилно ниво на поведение. Губят лесно интерес и трудно схващат нещата. Мудни, неспособни да действат в напрегнати ситуации.
Елоите са почти еднакви помежду си. Ниски на ръст с бледа изнежена кожа, която лесно поруменява. Косите им са светли и къдрави, нямат окосмяване по тялото. Трудно се различават по полово отношение. Носят цветни туники от мек плат, препасани на кръста с кожен колан. Обикновено ходят боси. Консумират само плодове. Общуват между тях става на непознат за миналото език, определян като нежен и плавен.

### Морлоки
Тяхна противоположност са морлоките – наследници на работническата класа, която в продължение на хиляди години слугува на аристократичната прослойка. Постепенно пропастта между двете класи се увеличава. Накрая работниците, заровена в мини под земята, губи връзка с Горния свят и заживява в така наречения Подземен свят. От липсата на светлина кожата им става мръснобяла, а очите, големи, сивочервени и без клепачи, привикват към мрака и светят на тъмно. Най-големият страх на морлоките е светлината. Непрекъснатата работа, развила се вече като инстинкт, изгърбва фигурите им и те придобиват маймуноподобен вид. Занемаряват до крайност външния си вид, подчертано от дългите им до кръста лененоруси коси.
Подземната раса се храни предимно с човешко месо – елоите, които са тяхна плячка през нощта. Затова горните хора изпитват панически страх от тъмнината, кладенците, както и от бронзовата врата под сфинкса.
Морлоките обитават Подземния свят, състоящ се от система от тунели и огромни зали. Вътре в пещерите им са разположени шумни машини, поддържащи течението в шахтите. Връзката с Горния свят морлоките правят чрез дълбоките кладенци, от които излизат през нощта.